# Espace lenticulaire

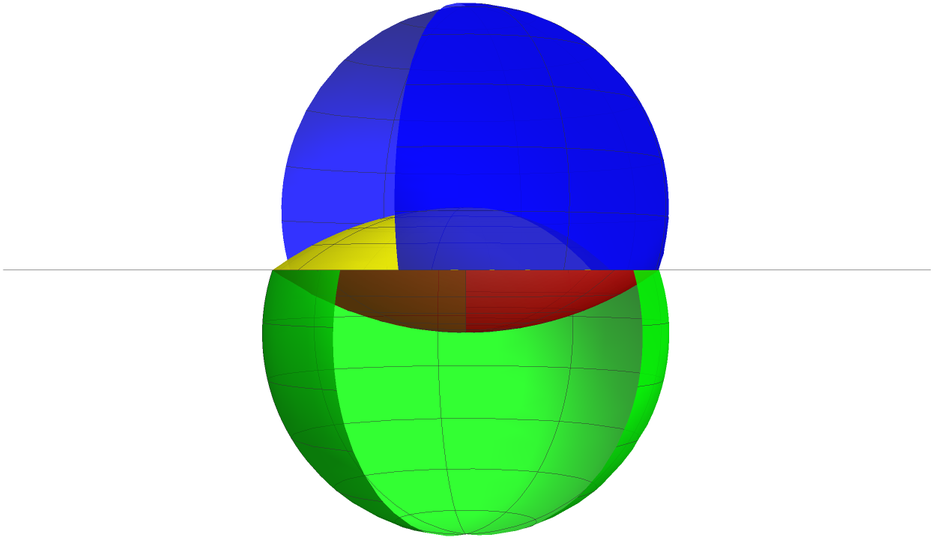
L'espace de la lentille L(2;5) est constitué de la « lentille » située entre les parois rouge et jaune, utilisant une double rotation qui aligne les fentes. Cinq régions de « lentille » sont représentées sur l'image.

Un espace lenticulaire est une variété de dimension 3, construit comme espace quotient de la sphère S3 par l'action libre d'un groupe cyclique d'ordre premier. Les espaces lenticulaires forment une famille, dont les membres sont notés L(p, q). L'adjectif « lenticulaire » vient d'une certaine représentation du domaine fondamental du groupe cyclique, qui ressemble à l'intersection de deux cercles. Leur relative simplicité en fait des objets étudiés en topologie algébrique, notamment en théorie des nœuds, en K-théorie et en théorie du cobordisme.
Les espaces lenticulaires sont intéressants en ce qu'ils sont difficiles à classer : deux tels espaces peuvent avoir même homotopie ou même homologie mais ne pas être homotopiquement équivalents ; ou encore ils peuvent être homotopiquement équivalents sans pour autant être homéomorphes. 
La question de comment distinguer les espaces lenticulaires est à l'origine de plusieurs développements en topologie algébrique. C'est finalement pour résoudre ce problème qu'a été introduite la torsion de Reidemeister (en), qui donne la première réponse satisfaisante. D'une manière générale on peut comprendre la différence entre ces espaces comme exprimant une torsion de Whitehead (en). Le rho invariant est un autre moyen de distinguer les espaces lenticulaires, issu de l'étude des cobordismes.
Les espaces lenticulaires possèdent un diagramme de Heegaard (en) de genre 1. Ce sont en particulier des variétés de Seifert, bien que la structure fibrée ne soit pas unique.

## Définition
Soit p un nombre premier et q un nombre premier à p. On note ζ = e2iπ/p. L'action (libre) de ℤ/pℤ sur la sphère S3 ≃ S(ℂ2) est donnée par :
L'espace quotient correspondant est l'espace lenticulaire L(p, q).

## Classification
Soient p et q deux entiers premiers entre eux. Les invariants usuels ne distinguent pas les espaces lenticulaires :
- Le groupe fondamental ne dépend pas de q : π1(L(p, q)) = ℤ/pℤ.
- Les groupes d'homotopie supérieurs sont ceux de la sphère : πi(L(p, q)) = πi(S3) pour tout i > 1.
- Les groupes d'homologie ne dépendent pas de q.

Pourtant, si l'on note L = L(p, q) et L' = L(p, q'),
- L est homotopiquement équivalent à L' si et seulement si  q = ± k2q' avec k ∈ ℤ/pℤ ;
- L est homéomorphe à L' si et seulement si q = ± q' ±1 ;
- L et L' sont h-cobordants si et seulement s'ils sont homéomorphes.